# Esten Gjelten
Esten Gjelten (ur. 27 września 1942 w Toldze, zm. 15 marca 2025 tamże) – norweski biathlonista. W 1969 roku wystąpił na mistrzostwach świata w Zakopanem, gdzie wspólnie z Jonem Istadem, Ragnarem Tveitenem i Magnarem Solbergiem zdobył srebrny medal w sztafecie. Podczas rozegranych rok później mistrzostw świata w Östersund Norwegowie w tym samym składzie ponownie zajęli drugie miejsce w sztafecie. W biegu indywidualnym Esten Gjelten zajął szóste miejsce. Srebrny medal w sztafecie zdobył także podczas mistrzostw świata w Lake Placid w 1973 roku, tym razem startując z Ragnarem Tveitenem, Kjellem Hovdą i Torem Svendsbergetem. Zajął tam także piąte miejsce w biegu indywidualnym. Brał też udział w mistrzostwach świata w Hämeenlinna w 1971 roku, gdzie zajął 22. miejsce w biegu indywidualnym. Nigdy nie wystąpił na zimowych igrzyskach olimpijskich. Nigdy też nie wystartował w zawodach Pucharu Świata.

## Osiągnięcia

### Mistrzostwa świata
| Rok  | Miejscowość | Konkurencje | Konkurencje | Konkurencje | Konkurencje | Konkurencje | Konkurencje | Konkurencje |
| Rok  | Miejscowość | IN          | SP          | PU          | MS          | RL          | MR          | SR          |
| ---- | ----------- | ----------- | ----------- | ----------- | ----------- | ----------- | ----------- | ----------- |
| 1969 | Zakopane    | –           | nd.         | nd.         | nd.         | 2.          | nd.         | –           |
| 1970 | Östersund   | 6.          | nd.         | nd.         | nd.         | 2.          | nd.         | –           |
| 1971 | Hämeenlinna | 22.         | nd.         | nd.         | nd.         | –           | nd.         | –           |
| 1973 | Lake Placid | 5.          | nd.         | nd.         | nd.         | 2.          | nd.         | –           |